# کتاب جنگل
کتاب جنگل (به انگلیسی: The Jungle Book) مجموعه‌ای از داستان‌ها است که در سال ۱۸۹۴ توسط نویسندهٔ انگلیسی رودیارد کیپلینگ منتشر شد. بیشتر شخصیت‌ها حیواناتی مانند ببر «شیرخان» و خرس «بالو» هستند، هرچند شخصیت اصلی پسربچه یا «نوزاد انسانی» به نام موگلی است که در جنگل توسط گرگ‌ها بزرگ می‌شود. بیشتر داستان‌ها در جنگلی در هند می‌گذرد و یکی از مکان‌هایی که چند بار به آن اشاره شده «سیونی» (سیونی) در ایالت مادهیا پرادش در هند مرکزی است.
حدود یک سال بعد از این کتاب، کیپلینگ طرح دومین مجموعهٔ از این آثار را با نام کتاب دوم جنگل پی‌ریزی می کند.
از شخصیت‌های معروف این داستان:
- موگلی (انسان) او در جنگل و بین حیوانات بزرگ می‌شود، او عضو گلهٔ گرگ‌ها است و توسط آن ها نگهداری شده‌است
- کا (مار پایتون) دوست نزدیک موگلی
- باگیرا (پلنگ سیاه) دوست، محافظ و مربی موگلی
- بالو (خرس هندی) دوست و مربی موگلی، او وظیفهٔ آموزش به توله های گرگ‌ها را بر عهده دارد.
- آکلا (گرگ) رهبر گروه گرگ‌ها و رئیس جلسات شورای گله
- شیر خان (ببر) دشمن موگلی و قاتل والدین او

یکی از مضمون‌های اصلی کتاب، رهاشدگی و سپس سرپرستی است، مانند زندگی موگلی که بازتابی از دوران کودکی خود کیپلینگ است. این مضمون در پیروزی قهرمانانی مانند ریکی-تیکی-تاوی و «فک سفید» بر دشمنانشان و همچنین در داستان موگلی نیز تکرار می‌شود. مضمون مهم دیگر، قانون و آزادی است؛ این داستان‌ها دربارهٔ رفتار جانوران یا جدال داروینی برای بقا نیستند، بلکه دربارهٔ کهن‌الگوهای انسانی در قالب حیوانات هستند. داستان‌ها احترام به قانون، اطاعت و شناخت جایگاه خود در جامعه را با «قانون جنگل» آموزش می‌دهند، اما در عین حال آزادی رفت‌وآمد میان جهان‌های مختلف، مانند رفت‌وآمد موگلی بین جنگل و روستا را هم نشان می‌دهند. منتقدان همچنین به طبیعت وحشی و انرژی‌های قانون‌گریز موجود در این داستان‌ها اشاره کرده‌اند که بازتاب‌دهندهٔ جنبهٔ بی‌مسئولیت سرشت انسان است.
کتاب جنگل همچنان محبوب مانده که بخشی از آن به دلیل اقتباس‌های فراوانش برای سینما و دیگر رسانه‌ها است. منتقدانی مانند سواتی سینگ اشاره کرده‌اند که حتی منتقدانی که به دلیل امپریالیسم احتمالی کیپلینگ با او محتاط بوده‌اند، قدرت داستان‌گویی‌اش را ستوده‌اند. این کتاب بر جنبش پیشاهنگی که بنیان‌گذارش رابرت بادن-پاول دوست کیپلینگ بود، تأثیر گذاشته‌است. همچنین پرسی گرینجر مجموعهٔ «چرخهٔ کتاب جنگل» را با استفاده از نقل‌قول‌هایی از این کتاب ساخته است.

## پیش‌زمینه
داستان‌های کیپلینگ نخست در سال‌های ۱۸۹۳ و ۱۸۹۴ در مجله‌ها چاپ شدند؛ نسخه‌های اصلی شامل تصویرهای دستی، برخی از آن‌ها از جان لاک‌وود کیپلینگ پدرش، بود. خود رودیارد در بمبئی (که آن زمان «بمبای» نامیده می‌شد) در ایالت ساحلی غربی مهاراشترا به دنیا آمد و شش سال نخست زندگی‌اش را آنجا گذراند. پس از حدود ۱۰ سال اقامت دوباره در انگلستان و پایان تحصیلات، کیپلینگ برای حدود شش سال و نیم به هند بازگشت تا کار کند. بعدها، داستان‌های اصلی را زمانی نوشت که در «ناولاخا»، ملک و خانهٔ خودش در دامراستون، ورمونت آمریکا زندگی می‌کرد. شواهدی هست که کیپلینگ این مجموعه داستان‌ها را برای دخترش جوزفین (که در سال ۱۸۹۹ بر اثر ذات‌الریه در شش‌سالگی درگذشت) نوشته بود؛ نسخهٔ چاپ اول کتاب با یادداشت دست‌نویس نویسنده خطاب به دخترش در سال ۲۰۱۰ در ویمپل هال کمبریج‌شایر پیدا شد.

## کتاب

### توصیف
داستان‌های این کتاب (و همین‌طور داستان‌های کتاب جنگل دوم که در سال ۱۸۹۵ منتشر شد و شامل هشت داستان دیگر است که پنج داستانش دربارهٔ موگلی است) افسانه‌هایی هستند که با استفاده از انسان‌انگاری حیوانات، درس‌های اخلاقی می‌آموزند. برای نمونه، اشعار «قانون جنگل» قوانینی برای امنیت فرد، خانواده و جامعه بیان می‌کند. کیپلینگ در این داستان‌ها تقریباً همه‌چیز را که می‌دانست یا «شنیده یا دربارهٔ جنگل هند خواب دیده بود»، گنجاند. برخی خوانندگان این اثر را تمثیلی از سیاست و جامعهٔ زمانه دانسته‌اند.

### خاستگاه‌ها
داستان‌های کتاب جنگل تا حدی از متون کهن افسانه‌ای هندی مانند پنجاتنترا و داستان‌های جاتکه الهام گرفته‌اند. برای نمونه، نسخهٔ قدیمی‌تر داستان «ریکی-تیکی-تاوی» دربارهٔ خدنگ و مار، در جلد پنجم پنجاتنترا آمده است. کیپلینگ در نامه‌ای به نویسندهٔ آمریکایی ادوارد اورت هیل نوشت که ایدهٔ داستان‌های جانوری در واقع بسیار کهن اما فراموش‌شده است و بسیاری از داستان‌ها را آزادانه از شکارچیان بومی هند وام گرفته است. او در نامه‌ای دیگر حدود ۱۸۹۵ حتی به وام‌گیری و اقتباس آزادانه از داستان‌های دیگران اعتراف کرد. نام شخصیت اصلی منفی، شیرخان، از شیر شاه سوری امپراتور افغان سلسله سور گرفته شده است.

### مکان وقوع
کیپلینگ دوران کودکی‌اش را در هند گذراند و بیشتر داستان‌ها آشکارا در آنجا روی می‌دهد، هرچند محل دقیق همیشه روشن نیست. انجمن کیپلینگ اشاره می‌کند که «سیونی» چند بار در داستان‌ها آمده و «لانه‌های سرد» باید در تپه‌های جنگلی چیتورگاره باشد؛ همچنین نخستین داستان موگلی، «در رخ»، در جنگل‌بان‌خانه‌ای در شمال هند، جنوب شیملا اتفاق می‌افتد. داستان «برادران موگلی» ابتدا در تپه‌های آراوالی در راجستان قرار داشت، اما بعد به سیونی تغییر یافت. سیونی دارای آب‌وهوای ساوانای گرمسیری است که خشک‌تر از آب‌وهوای موسمی است و از جنگل بارانی استوایی پشتیبانی نمی‌کند. از جمله پارک‌های جنگلی و حفاظتگاه‌هایی که ادعا می‌کنند با این داستان‌ها مرتبط‌اند، ذخیره‌گاه ببر کانها و پارک ملی پنچ در نزدیکی سیونی هستند، هرچند خود کیپلینگ هرگز از این منطقه بازدید نکرده است.